# Fibiș
Fibiș (en hongrois : Temesfüves, en allemand : Fibisch) est une commune du județ de Timiș en Roumanie.